# Myzostoma brevipes
Myzostoma brevipes is een ringworm uit de familie Myzostomatidae.
Myzostoma brevipes werd in 1883 voor het eerst wetenschappelijk beschreven door Graff.